# El Benny
El Benny es una película cubana de 2006 dirigida y coescrita por Jorge Luis Sánchez, es su primer trabajo de larga duración. Es una historia de ficción basada en el famoso músico cubano Benny Moré. Incluye versiones nuevas de sus canciones interpretadas por músicos como 
Chucho Valdés, Juan Formell, Haila y Orishas.
La película fue estrenada en Cuba en julio de 2006 y presentada en el Festival Internacional de Cine de Locarno en agosto de 2006, donde su protagonista Renny Arozarena ganó el premio Boccalino por la mejor actuación protagonista. El filme fue candidato por Cuba a los Premios Óscar. El director, Jorge Luis Sánchez, está lejanamente emparentado con Benny Moré.[cita requerida]

## Reparto
- Renny Arozarena: Benny Moré
- Juan Manuel Villy Carbonell: Benny Moré (voz cantante)
- Enrique Molina (actor): Olimpio
- Carlos Ever Fonseca: Ángel Luis
- Mario Guerra: Monchy
- Limara Meneses: Aida
- Isabel Santos: Maggie
- Salvador Wood: Abuelo de Ángel Luis
- Laura de la Uz: Irene
- Kike Quiñones: Pedrito
- Carlos Massola: León Arévalo
- Félix Pérez: Genaro (abuelo de Benny)
- Cheryl Zaldívar: Sofía
- Husmell Díaz: Arnulfo
- Serafín García Aguiar: Gutiérrez
- Marcela Morales: Natalia
- Rakel Adriana: Doñita
- Bárbara Hernández: Lydia (enfermera)
- Jorge Ferdecaz: Olegario
- Ulyk Anello: Duany
- Mayra Mazorra: la mamá de Benny
- Carlos Arévalo: Músico mexicano